# Zselicszentpál
Zselicszentpál é um município da Hungria, situado no condado de Somogy. Tem 10,35 km² de área e sua população em 2019 foi estimada em 407 habitantes.